# Новый Куганак
Но́вый Кугана́к (баш. Яңы Ҡуғанаҡ) — деревня в Кармаскалинском районе Башкортостана, входит в состав Старобабичевского сельсовета.

## Географическое положение
Расстояние до:
- районного центра (Кармаскалы): 10 км,
- центра сельсовета (Старобабичево): 9 км,
- ближайшей ж/д станции (Карламан): 23 км.

## Население
| 2002 | 2009 | 2010 |
| ---- | ---- | ---- |
| 55   | ↗72  | ↗76  |

### Национальный состав
Согласно переписи 2002 года, преобладающие национальности — башкиры (56 %), русские (44 %).

## Известные уроженцы
- Калганов, Алексей Нестерович (1921—1990) — советский военнослужащий, старшина, Герой Советского Союза[5].